# Митьо Солаков
Митьо Солаков е български скулптор.

## Биография
Митьо Недев Солаков е роден през 1931 г. в село Ряховците, Севлиевско. Завършва ВИИИ „Н. Павлович“ в София през 1955 г. при проф. Иван Фунев. В продължение на седем години е директор на Техникума по каменоделие във врачанското село Кунино. През 1962 г. се завръща в Габрово и работи като уредник в Художествена галерия „Христо Цокев“ в Габрово. До 1989 г. е председател на художествения съвет към Съюза на българските художници в Габрово.
Умира на 6 февруари 2010 г.

## Творчество
Работи в портретния жанр, композиция и монументално-декоративна скулптора. Автор е на:
- бюст на антифашиста Благой Монов (1958);
- „Раздяла“ (1964);
- „Строител“ (1965)
- фонтан в село Градница, Габровски окръг (1966);
- бюст на Дядо Фильо (1966);
- паметник на комунистическия партизанин Върбан Генчев до Гара Върбаново – с. Върбаново (Царева ливада), Габровски окръг (1969);
- бюст-паметник на комунистическия деец Петър Богданов в Трявна (1968);
- бюст на комунистическия деец Васил Коларов в Габрово (1970);
- паметник на комунистическата партизанинка Ганка Стефанова Дянкова (Лиляна Роза) в с. Ряховците, Габровски окръг (1971);
- паметник на партизаните в с. Ряховците, Габровски окръг (1974);
- монументално-декоративната група „Работници“ пред Завода за електротелфери „Подем“ в Габрово (1971);
- паметник на Априлците в с. Кръвеник, Габровски окръг (1971 с арх. Димитър Кръстев и арх. Симеон Добрев)
- „Завръщане от работа“ (1978);
- „Нина“ (1978);
- „Отмора“ (1979);
- паметник на загиналите антифашисти, село Орловци, Габровски окръг (1980);
- глава на Райчо Каролев (1981);
- глава на диригента Милко Коларов (1981);
- „Награденият“ (1983);
- „Баща ми“ (1984);
- „Ятаци“ (1984).

Акад. Светлин Русев открива изложба на Митьо Солаков в Дома на хумора и сатирата в Габрово през 2008 г. Тогава той оценява творчеството на изтъкнатия скулптор по следния начин: „Преживяла обществените и политически бури, скулптурата на Митьо Солаков остава преди всичко с професионалната си почтеност, с емоционалната чистота, с доверието в класическата простота на формата и не на последно място – с една деликатна чувствителност, която опоетизира, извисява и духовно облагородява образната стилистика.“

## Заслуги и отличия
- Орден „Кирил и Методий“ IІ степен (1981)
- „Червено знаме на труда“ (1981)

Митьо Солаков е автор на статуетката „Гаскар“ – награда на Община Габрово, която се връчва на отличен от журито участник по време на Международното биенале на хумора и сатирата в изкуствата.
За своите заслуги в областта на изкуството на 16 май 2002 г. Митьо Солаков е обявен за почетен гражданин на Габрово.